# Bugatti Chiron
Ne doit pas être confondu avec Bugatti EB18/3 Chiron.
La Bugatti Chiron est une hypercar du constructeur automobile français Bugatti, descendante annoncée de la Bugatti Veyron 16.4. Elle tient son nom du pilote automobile monégasque Louis Chiron (1899-1979). Elle est préfigurée par le concept car Bugatti Vision Gran Turismo et inspirée par la Bugatti Type 57. La Bugatti Chiron a été produite de 2016 à 2024, à 500 exemplaires, ce qui représente une production d'environ 60 exemplaires par an.

## Présentation

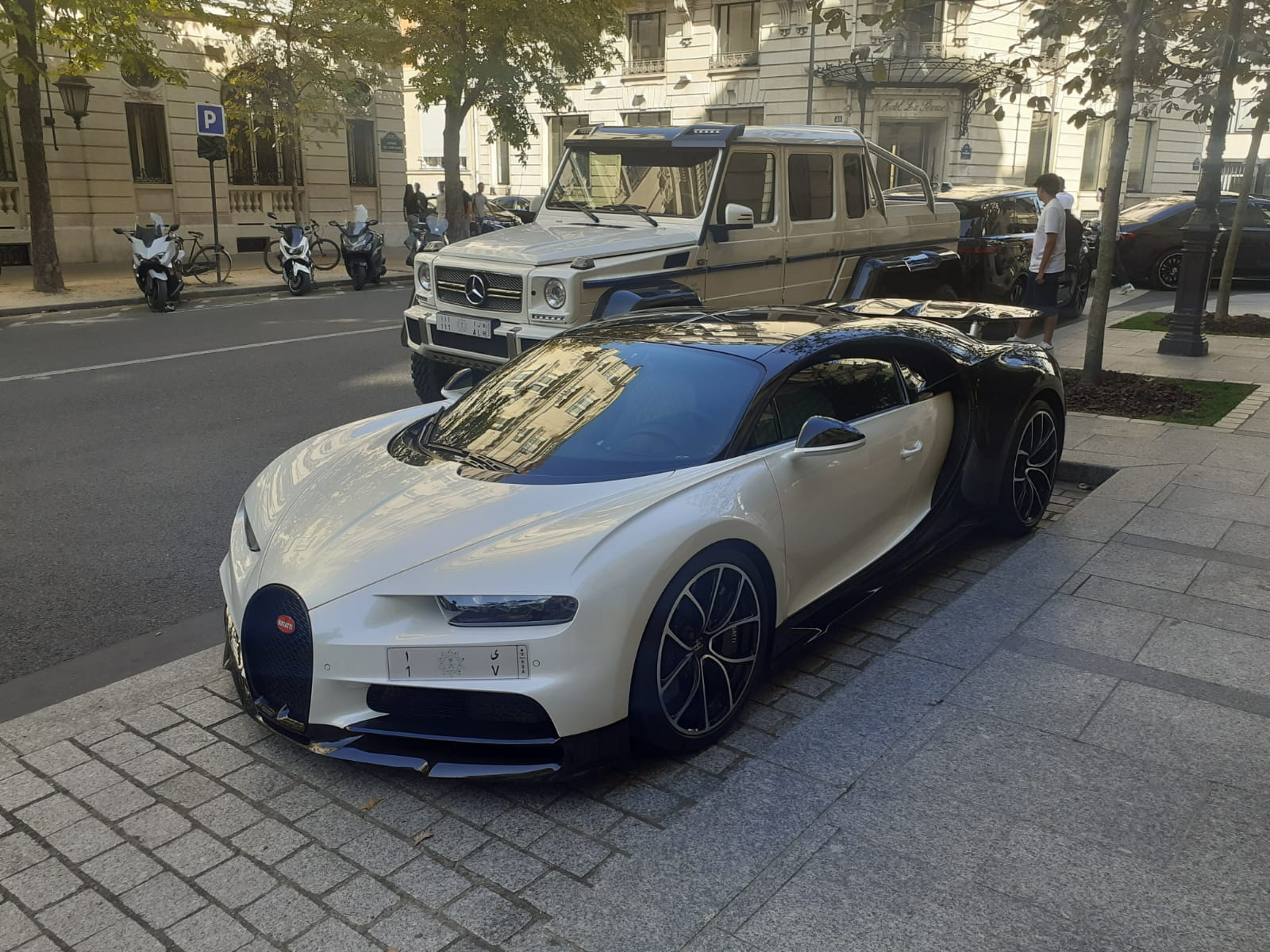
Bugatti Chiron à Paris.

La Bugatti Chiron est présentée au salon de Genève 2016 et sa sortie était prévue pour l'automne de la même année. La Chiron reprend le même bloc-moteur W16 de la Veyron 16.4 tout en l'améliorant, pièce par pièce pour en obtenir une puissance et un couple accrus sans modifier la cylindrée. Ce moteur développe 1 500 ch et propulse l'engin à 420 km/h, vitesse limitée électroniquement par le constructeur. Son rapport poids/puissance est de 1,3 kg/ch, et son rapport couple/poids est de 802 Nm/t.
En 2015, Bugatti annonçait une centaine de précommandes. Fin 2016, le constructeur prévoyait la production de 500 exemplaires au total, soit cinquante de plus que sa devancière. Dans le même temps, 220 commandes sont reçues et une voiture est livrée. En 2017, 300 des 500 Chiron ont été commandées, et 70 ont été livrées pour sa première année de production, dont la première aux États-Unis, pays qui représente 30 % des commandes de Bugatti.
En mai 2018, Bugatti annonce la livraison du 100e exemplaire de la Chiron, qui est la première à recevoir sa carrosserie en fibre de carbone de couleur bleu marine matifié.
En juillet 2019, la 200e Chiron est sortie des ateliers, une Chiron Sport « 110 ans Bugatti ».
En mars 2021, la 300e Chiron est livrée, une Chiron Pur Sport intégralement noire.
En janvier 2022, Bugatti annonce que tous les exemplaires de la Chiron ont trouvé acquéreur. En octobre de la même année, la 400e Chiron sort de l'atelier, une Chiron Super Sport en fibre de carbone apparente, teintée de vert foncé.
Le 3 juin 2024, Bugatti annonce la fin officielle de la production de la Chiron. Bugatti présente au même moment une édition spéciale, nommée "L'Ultime", dernière des 500 exemplaires produits.

### Caractéristiques techniques
| Logo de Bugatti         | Bugatti Chiron W16 8 L                                                       |
| ----------------------- | ---------------------------------------------------------------------------- |
| Moteur                  | 16 en W deux V8 à 87° (15° + 57° + 15°) sur le même vilebrequin longitudinal |
| Cylindrée               | 7 993 cm3                                                                    |
| Alimentation            | Quadri-turbos                                                                |
| Puissance maximale      | 1500 ch                                                                      |
| au régime de :          | 6700 tr/min                                                                  |
| Couple maximal          | 1 600 N m                                                                    |
| au régime de :          | 2 000 à 6 000 tr/min                                                         |
| Boîte de vitesses       | DSG 7 rapports                                                               |
| Vitesse maximale        | 420 km/h                                                                     |
| 0–100 km/h              | 2,4 s                                                                        |
| 0–200 km/h              | 6,1 s                                                                        |
| 0–300 km/h              | 13,1 s                                                                       |
| 0–400 km/h              | 32,6 s                                                                       |
| 0–400–0 km/h            | 41,96 s                                                                      |
| Consommation aux 100 km | 22,5 L                                                                       |
| Émissions de CO2        | 516 g/km                                                                     |

#### Modèles uniques
- "Habillée par Hermes"  : cette édition spéciale rend hommage à la marque Hermès. Cet exemplaire unique fut commandé par un client américain[15].
- "La Mer Argentée" : il s'agit d'une des premières Chiron à être sortie d'usine[16].
- "Coral of the Ocean"

## Versions

### Chiron Sport

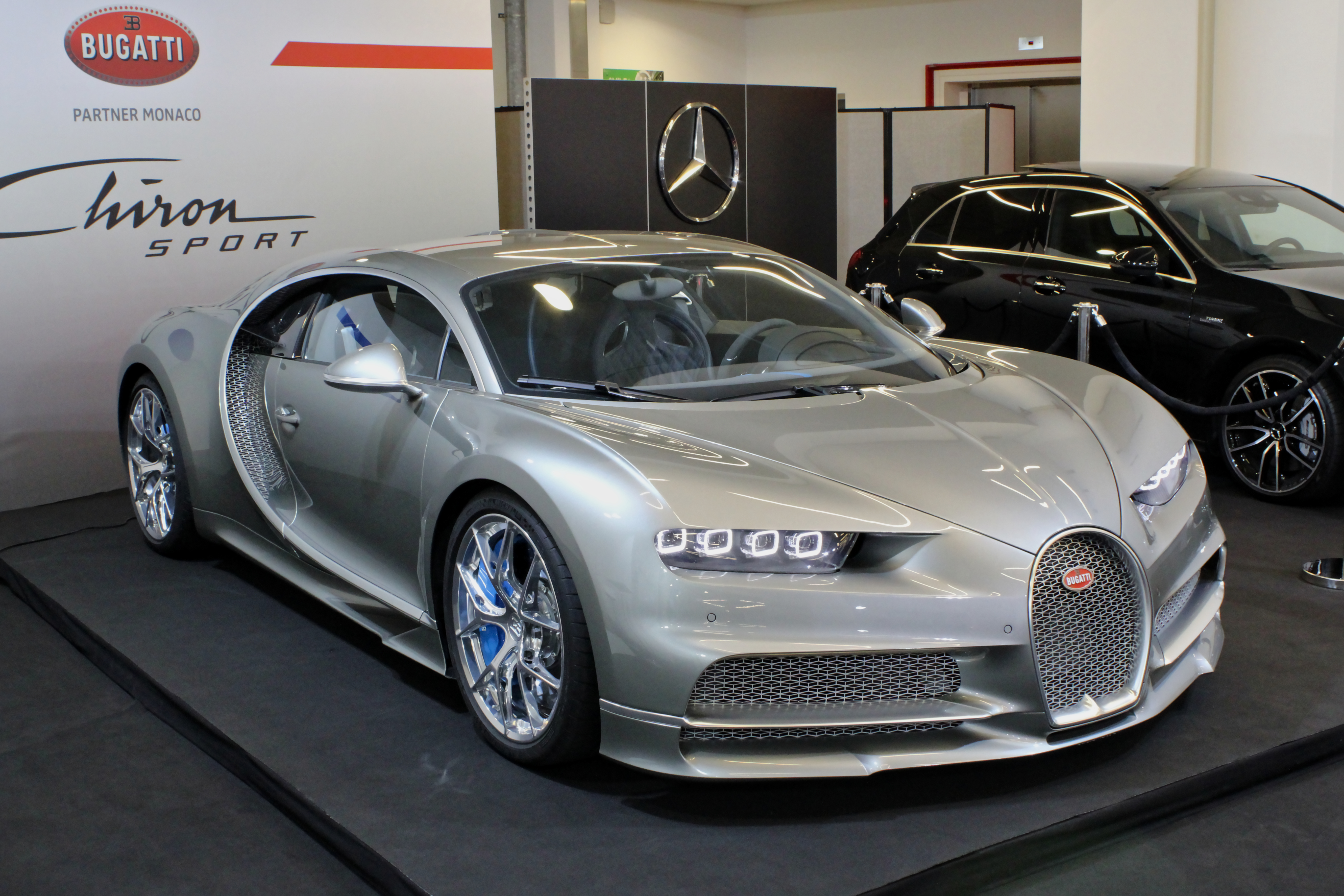
Bugatti Chiron Sport.

La Bugatti Chiron Sport est présentée au salon de Genève 2018. Cette série limitée se différencie de la version « standard » par un allégement de 18 kg, des amortisseurs raffermis de 10 % en mode « Handling », une optimisation de la fonction « Dynamic Torque Vectoring » et de nouvelles jantes allégées. Elle reçoit de plus quatre sorties d'échappement rondes et des bras d'essuie-glace et une barre stabilisatrice en fibre de carbone. Les premières livraisons sont prévues pour le début de l’année 2019. La Chiron Sport est cinq secondes plus rapide au tour que son aînée sur le circuit d’essai de Nardò.

#### Modèles unique
- Zebra: Cette édition spéciale est un exemplaire unique qui a été réalisé en collaboration avec la manufacture royale de porcelaine de Berlin[20]. Elle est réalisée pour un client qatarien.

### Chiron Sport "110 ansBugatti"

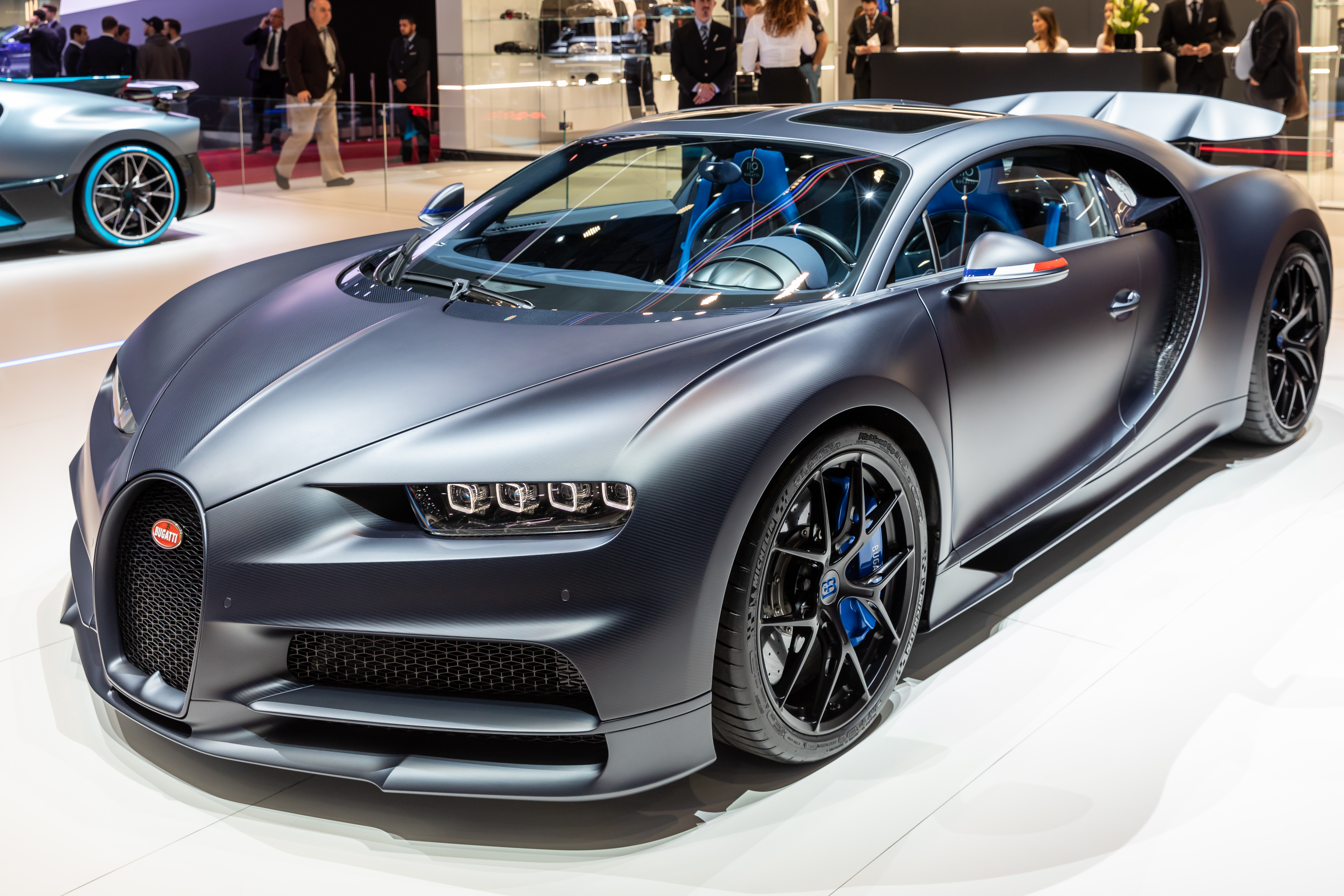
Chiron Sport 110 ans.

La Chiron Sport « 110 ans Bugatti », annoncée en février 2019, est une série limitée de vingt exemplaires qui célèbre les 110 ans de Bugatti. La série spéciale « 110 ans Bugatti », dans une livrée bleu mat intitulée « Steel Blue », reçoit un drapeau tricolore (bleu, blanc, rouge) sur les rétroviseurs, le volant, les sièges et sous l'aileron ainsi que le monogramme du 110e anniversaire de Bugatti sur les appuie-tête des sièges baquet et le bouchon du réservoir d’essence. Le toit vitré « Sky view » est inclus de série et des détails de son habitacle se parent des couleurs du drapeau français.

### Chiron Sport " Les Légendes du Ciel "

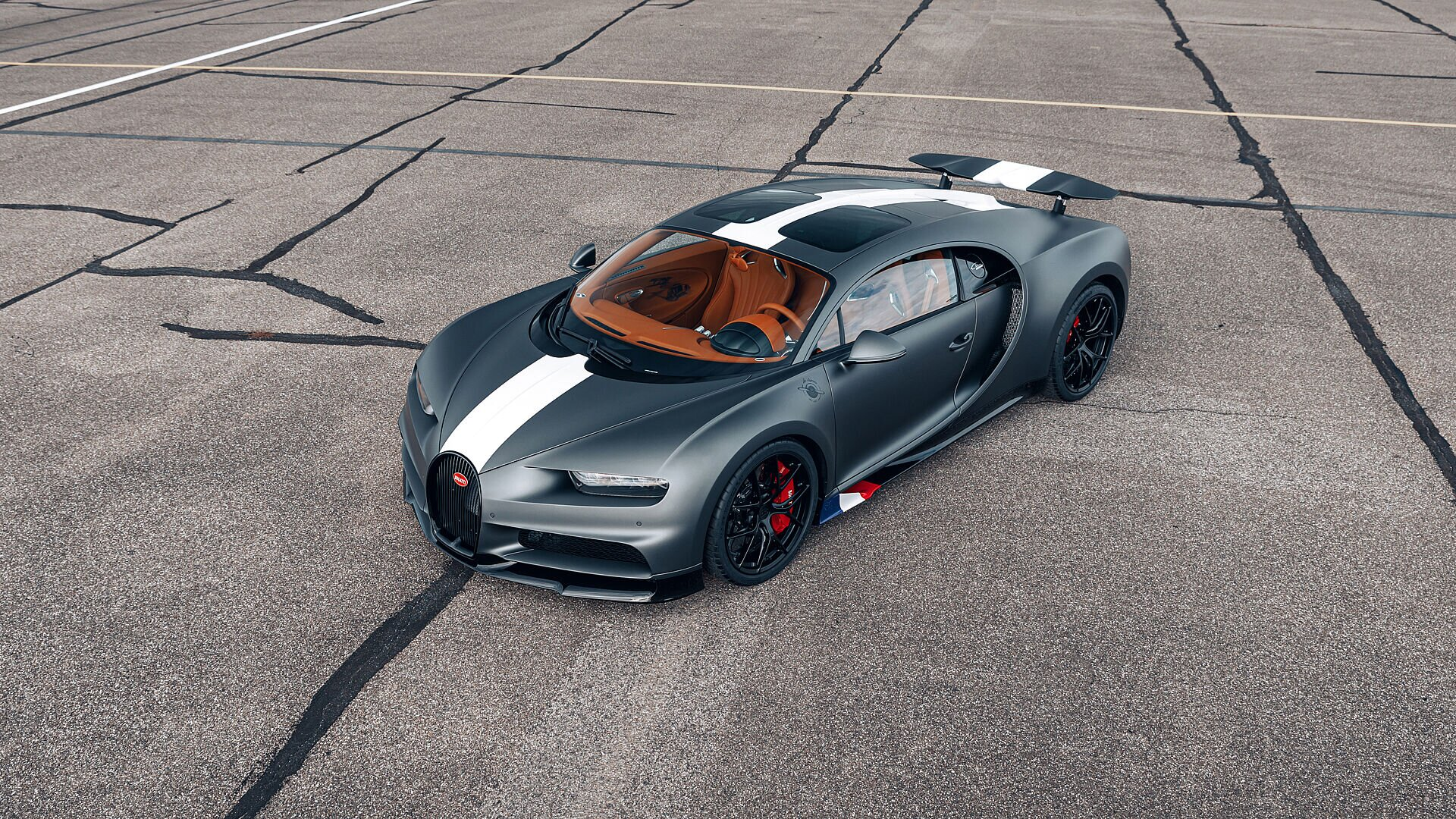
Chiron Sport « Les Légendes du Ciel ».

La Chiron Les Légendes du Ciel est une série limitée à vingt exemplaires de la Chiron Sport, présentée le 24 novembre 2020. Elle rend hommage aux « risque-tout », pilotes des années 1910, dont certains ont été clients ou même pilotes de Bugatti. Elle arbore une peinture spéciale « Gris Serpent » ainsi que des drapeaux français sur les bas de caisse, est traversée dans sa longueur par une bande de peinture blanche et pare son intérieur d'un cuir « Gaucho » imitant celui des avions de l'époque. L'intérieur adopte aussi des éléments en acier bouchonné et les panneaux de porte figurent un dessin d'une course entre une Bugatti Type 13 et un Nieuport 17. Chaque exemplaire est vendu 2,88 millions d'euros hors taxes.

### Chiron Super Sport 300+

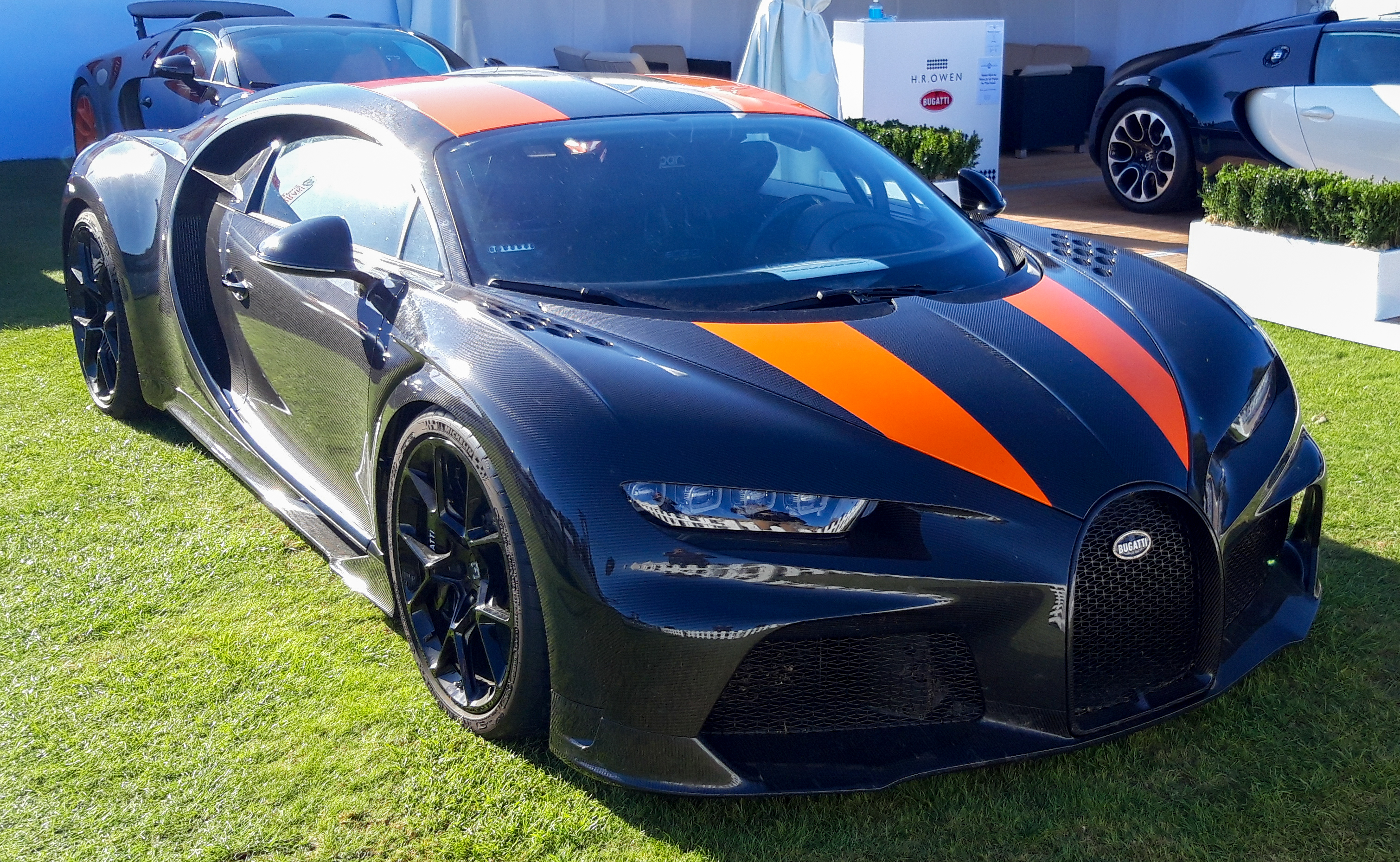
Une Bugatti Chiron Super Sport 300+ lors d'un concours d'élégance en 2020.

Une version optimisée de la Bugatti Chiron Super Sport 300+ atteint une vitesse de 490,484 km/h. À la suite de l'annonce de ce record de vitesse réalisé le 2 août 2019 sur le circuit de Ehra-Lessien, Bugatti met en vente trente exemplaires de la version Super Sport 300+, vendus au prix unitaire de 3,5 millions d'euros hors taxes. Celle-ci développe 1 600 ch et mesure 25 cm de plus que la Chiron de base. En outre, la vitesse maximale bridée électroniquement est rehaussée à 440 km/h. Sa carrosserie ainsi que son système d’échappement sont revus afin d'optimiser l'aérodynamique et l’efficience du véhicule. Les pneus sont de nouveau fournis par Michelin, qui a pour l'occasion créé et testé de nouveaux pneus capables de résister à la vitesse de 500 km/h,.

### Chiron Sport "Noire"
Fin 2019, Bugatti présente les « Chiron Noire Sportive » et « Chiron Noire Élégance » limitées à vingt exemplaires. Les Chiron Noire font référence à la Bugatti La Voiture Noire produite en un seul exemplaire.
La Bugatti Chiron Noire Sportive reçoit une finition noire mate, comme tous les éléments de garniture extérieure (jantes, becquet avant, calandre, le grand C latéral, sorties d'échappement et capot du moteur). À l'intérieur, le noir est présent jusqu'aux commutateurs, boutons et commandes.
Quant à la Bugatti Chiron Noire Élégance, sa carrosserie se couvre de fibre de carbone noire et le sigle Bugatti de la calandre reçoit une finition en émail noir. À l'extérieur, la signature Bugatti en forme de « C » est usinée avec une finition aluminium polie. Les étriers de freins laqués sont noirs et le cache moteur est en carbone noir et en aluminium poli. À l'intérieur, le noir est également omniprésent avec des touches d'aluminium poli.

### Chiron Pur Sport
Elle était censée être présentée au salon international de l'automobile de Genève 2020 mais celui-ci fut annulé en raison de la pandémie de Covid-19, elle est finalement dévoilée sur les réseaux sociaux par Bugatti. Le modèle est une série limitée de soixante exemplaires vendus trois millions d'euros chacun.
Avec cette nouvelle déclinaison, la Chiron Pur Sport s’allège de 50 kg par rapport à la Chiron. Pour ce faire, les ingénieurs ont revu quelques éléments, à commencer par des entrées d'air plus larges, et un immense aileron fixe qui s'étend sur 1,90 m permettant de générer encore plus d'appui aérodynamique. L'échappement est revu avec un système désormais en titane et réalisé via une imprimante 3D. Le régime maximal est rehaussé à 6 900 tr/min et les rapports de la boîte de vitesses sont raccourcis de 15 %. Les valeurs d'accélération sont améliorées avec un 0 à 100 km/h abattu en 2,3 s, un 0 à 200 km/h en 5,5 s et un 0 à 300 km/h en moins de 12 s.

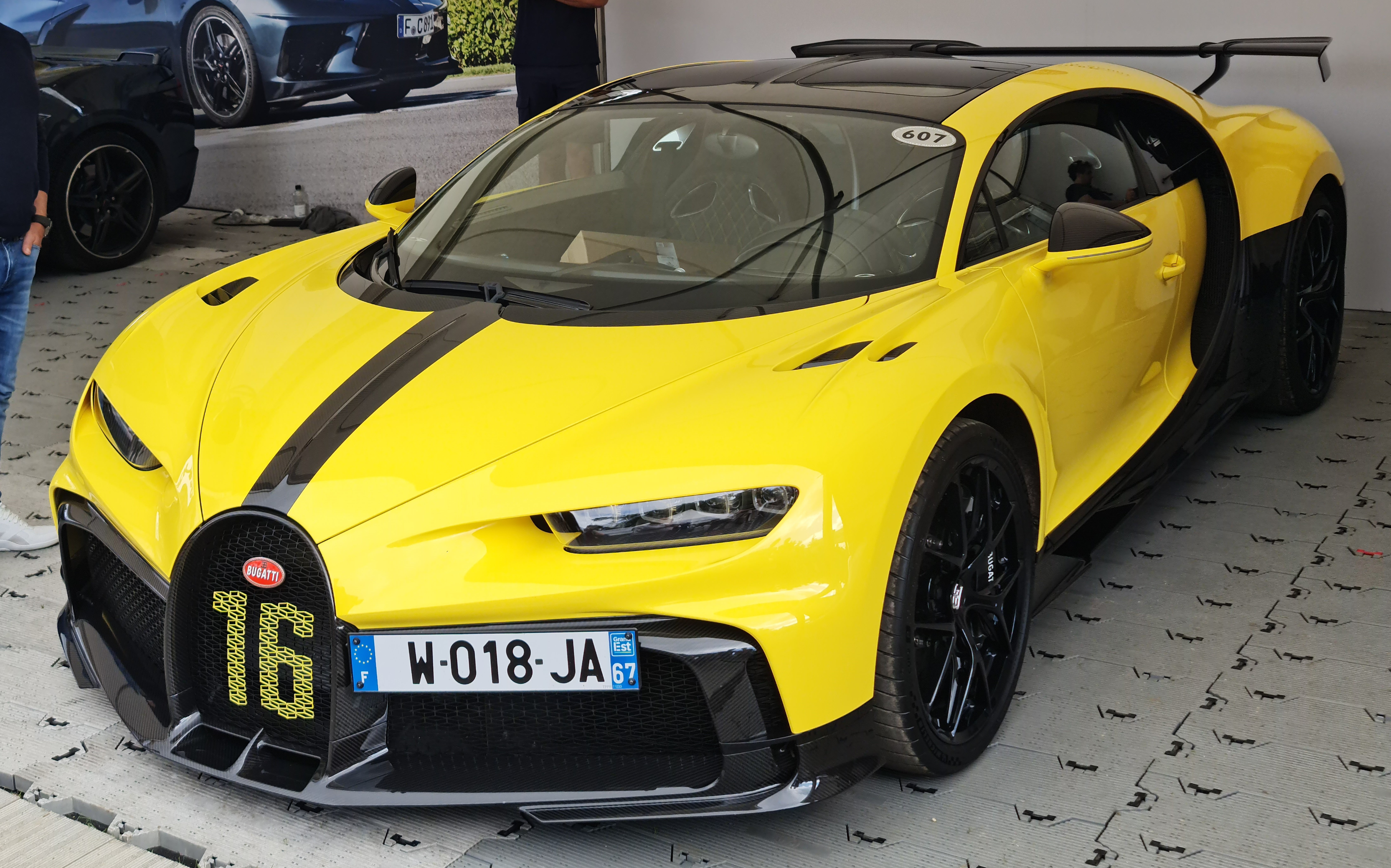
Une Bugatti Chiron Pur Sport au festival de Goodwood.

La vitesse maximale est bridée à 350 km/h, soit un peu moins qu'une Chiron classique.

#### Modèles uniques
- "Grand Prix" : exemplaire unique qui rend hommage à la Bugatti Type 51 ayant remporté le Grand Prix de France en 1951[33].
- "Vagues de Lumières" : cet exemplaire unique est une collaboration entre Bugatti et la manufacture royale de porcelaine de Berlin[34].
- "Green Rhapsody" : Revisite de la Pur Sport par Adrian Sutil, mélange d'argent et de carbone vert.

### Chiron Super Sport

Une Bugatti Chiron Super Sport en test sur la piste d'Ehra-Lessien, en Allemagne.

Annoncée en juin 2021, elle est proposée au prix unitaire de 3,2 millions d'euros. Développant 1 600 ch, elle est plus légère de 23 kg et gagne 25 cm en longueur, et sa vitesse maximale est de 440 km/h. Ce modèle doit être livré à partir de 2022. Une série limitée à 30 exemplaires, dénommée "Super Sport 300+" et reprenant les couleurs du modèle du record (noir et orange avec emblème sur fond noir) est également proposée.

#### Modèles uniques
- "Vagues de Lumières" : cet exemplaire unique est une collaboration avec la manufacture royale de porcelaine de Berlin[38].
- "Le Diamant Blanc"
- "Habillée par Hermès" : deuxième exemplaire de la Chiron qui rend hommage à la marque Hermès, celui-ci fut commandée par un client qatari [39]
- "Pur Blanc"
- "Hommage T50S" : exemplaire unique en hommage à la toute première voiture de la marque à avoir participé aux 24 Heures du Mans[40].

### Chiron "L'Ébé"
Cette série spéciale (3 exemplaires produits, dont 2 dérivés de la Chiron Sport) rend hommage à la fille d'Ettore Bugatti, Ébé Bugatti, en commémorant les 120 ans de sa naissance en 2023. Il s'agit des dernières Chiron livrées en Europe ; le dernier exemplaire l'est en juin 2022.
La Chiron L'Ébé reçoit notamment des éléments esthétiques de style Art déco la différenciant des autres versions.

### Chiron Profilée
La Bugatti Chiron Profilée est un modèle unique vendu aux enchères par RM Sotheby’s le 1er février 2023. Il devait s'agir d'une réinterprétation moins radicale de la Chiron Pur Sport. Cependant, les 500 exemplaires de la Chiron ayant été réservés durant sa phase de développement, Bugatti décide d'en faire une variante à un seul exemplaire. Elle est vendue au prix de 9 792 500 € . Un pourcentage des ventes sera reversé à des œuvres caritatives.

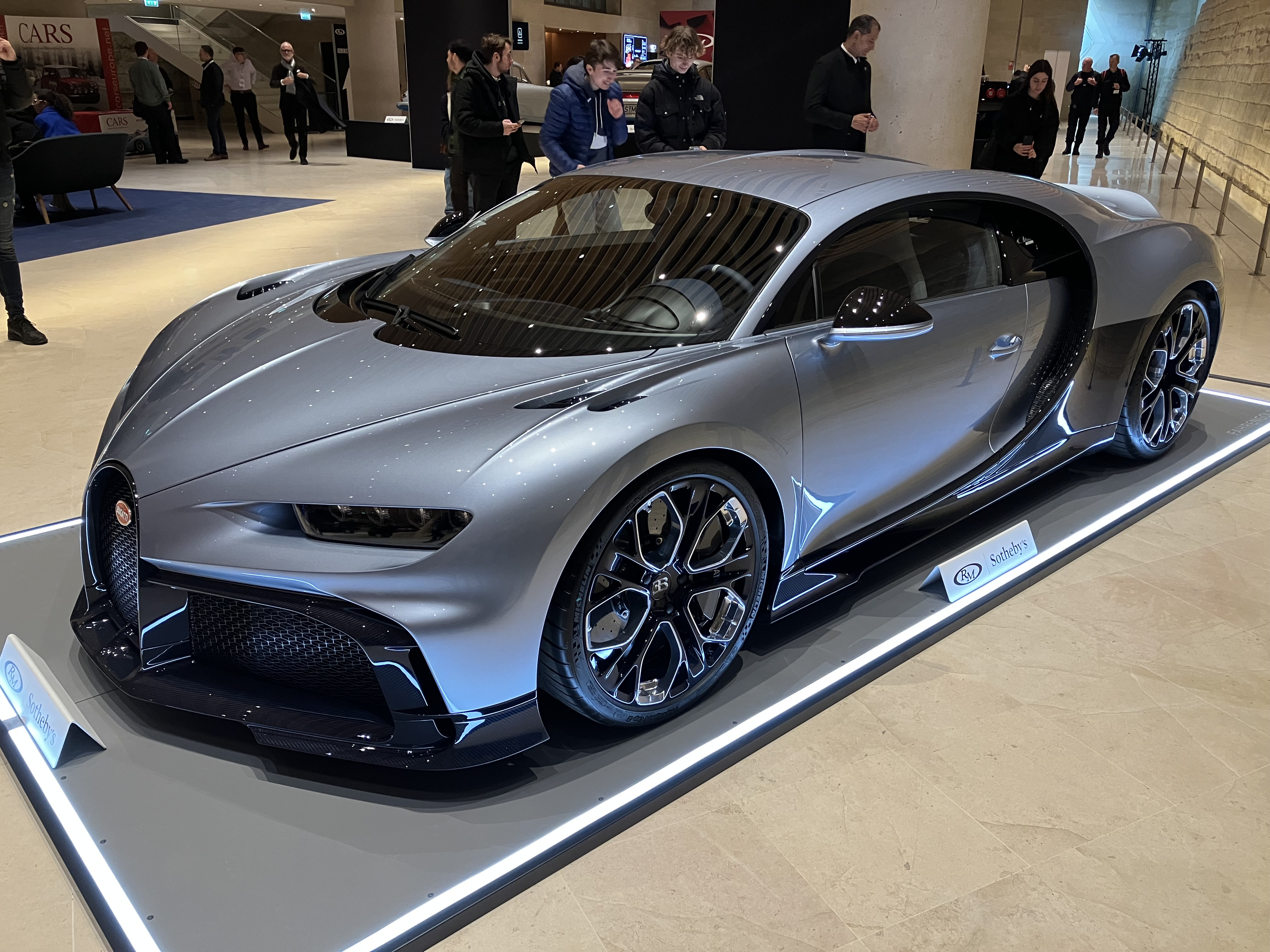
Bugatti Chiron Profilée.

La Profilée est revêtue d’une teinte bleu ciel « Argent Atlantique » et de carbone « Bleu Royal ». Son habitacle présente des panneaux en cuir tissé, uniques à ce modèle. Elle se distingue de la Pur Sport par ses appendices aérodynamiques sur sa face avant, et son aileron en queue de canard.

### Chiron Super Sport "L'Ultime"
La Bugatti Chiron "L'Ultime" est le dernier des 500 exemplaires de Chiron produit (mai 2024), dans une livrée bicolore Atlantic Blue et French Racing en dégradé.
Le chiffre 500 est écrit à la main sous l'aileron arrière, les enjoliveurs, l'aile arrière, les caches moteur, les sièges et la console centrale. Et pour la première fois, le macaron Bugatti est décliné sur fond bleu au lieu du traditionnel rouge.
La carrosserie dans son dégradé French Racing est agrémentée des noms de lieux et événements qui ont émaillé la carrière de la Chiron : Genève, Chantilly, Circuit Paul-Ricard, circuit d’Ehra-Lessien, Cap Canaveral, Château Saint Jean.

## Caractéristiques des différentes versions
| Version                 | Chiron                         | Chiron Sport                   | Chiron Pur Sport               | Chiron Super Sport             | Chiron Super Sport 300+        | Chiron Profilée                |
| Années de production    | 2016-2023                      | 2018-2023                      | 2020-2024                      | 2021-2024                      | 2019-2022                      | 2023                           |
| Production totale       | 240 exemplaires                | 90 exemplaires                 | 60 exemplaires                 | 79 exemplaires                 | 30 exemplaires                 | 1 exemplaire                   |
| Prix de base            | 2 430 000 €                    | 2 750 000 €                    | 3 650 000 €                    | 3 250 000 €                    | 3 580 000 €                    | 9 790 000 €                    |
| Type de production      | Voiture de série               | Voiture d'exception            | Voiture d'exception            | Voiture d'exception            | Voiture d'exception            | Voiture d'exception            |
| Classe                  | Hypercar                       | Hypercar                       | Hypercar                       | Hypercar                       | Hypercar                       | Hypercar                       |
| Énergie                 | Essence                        | Essence                        | Essence                        | Essence                        | Essence                        | Essence                        |
| Moteur(s)               | W16 8.0 L Quadriturbo          | W16 8.0 L Quadriturbo          | W16 8.0 L Quadriturbo          | W16 8.0 L Quadriturbo          | W16 8.0 L Quadriturbo          | W16 8.0 L Quadriturbo          |
| Position du moteur      | Longitudinale centrale arrière | Longitudinale centrale arrière | Longitudinale centrale arrière | Longitudinale centrale arrière | Longitudinale centrale arrière | Longitudinale centrale arrière |
| Puissance Maximale      | 1500 ch                        | 1500 ch                        | 1500 ch                        | 1600 ch                        | 1600 ch                        | 1500 ch                        |
| Couple Maximal          | 1600 Nm                        | 1600 Nm                        | 1600 Nm                        | 1600 Nm                        | 1600 Nm                        | 1600 Nm                        |
| Transmission            | Intégrale                      | Intégrale                      | Intégrale                      | Intégrale                      | Intégrale                      | Intégrale                      |
| Boîte de vitesses       | Automatique à 7 rapports       | Automatique à 7 rapports       | Automatique à 7 rapports       | Automatique à 7 rapports       | Automatique à 7 rapports       | Automatique à 7 rapports       |
| Vitesse maximale        | 420 km/h                       | 420 km/h                       | 350 km/h                       | 440 km/h                       | 490 km/h                       | 380 km/h                       |
| 0 à 100 km/h            | 2,4 s                          | 2,4 s                          | 2,3 s                          | 2,3 s                          | 2,3 s                          | 2,3 s                          |
| 0 à 200 km/h            | 6,1 s                          | 6,1 s                          | 5,5 s                          | 5,8 s                          | 5,8 s                          | 5,5 s                          |
| 0 à 300 km/h            | 13,1 s                         | 13,0 s                         | 11,7 s                         | 12,1 s                         | 12,1 s                         | 12,4 s                         |
| Consommation mixte      | 22,5 L/100 km                  | 22,5 L/100 km                  | 22,5 L/100 km                  | 23,5 L/100 km                  | 23,5 L/100 km                  | 22,5 L/100 km                  |
| Émission de CO2         | 516 g/km                       | 516 g/km                       | 516 g/km                       | 553 g/km                       | 553 g/km                       | 516 g/km                       |
| Rapport poids/puissance | 1,33 kg/ch                     | 1,32 kg/ch                     | 1,30 kg/ch                     | 1,23 kg/ch                     | 1,23 kg/ch                     | 1,32 kg/ch                     |
|                         |                                |                                |                                |                                |                                |                                |
| Carrosserie             | Coupé 2 portes (2 places)      | Coupé 2 portes (2 places)      | Coupé 2 portes (2 places)      | Coupé 2 portes (2 places)      | Coupé 2 portes (2 places)      | Coupé 2 portes (2 places)      |
| Portières               | classiques                     | classiques                     | classiques                     | classiques                     | classiques                     | classiques                     |
| Masse à vide            | 1995 kg                        | 1977 kg                        | 1945 kg                        | 1972 kg                        | 1972 kg                        | 1977 kg                        |

## Dérivés

### Divo

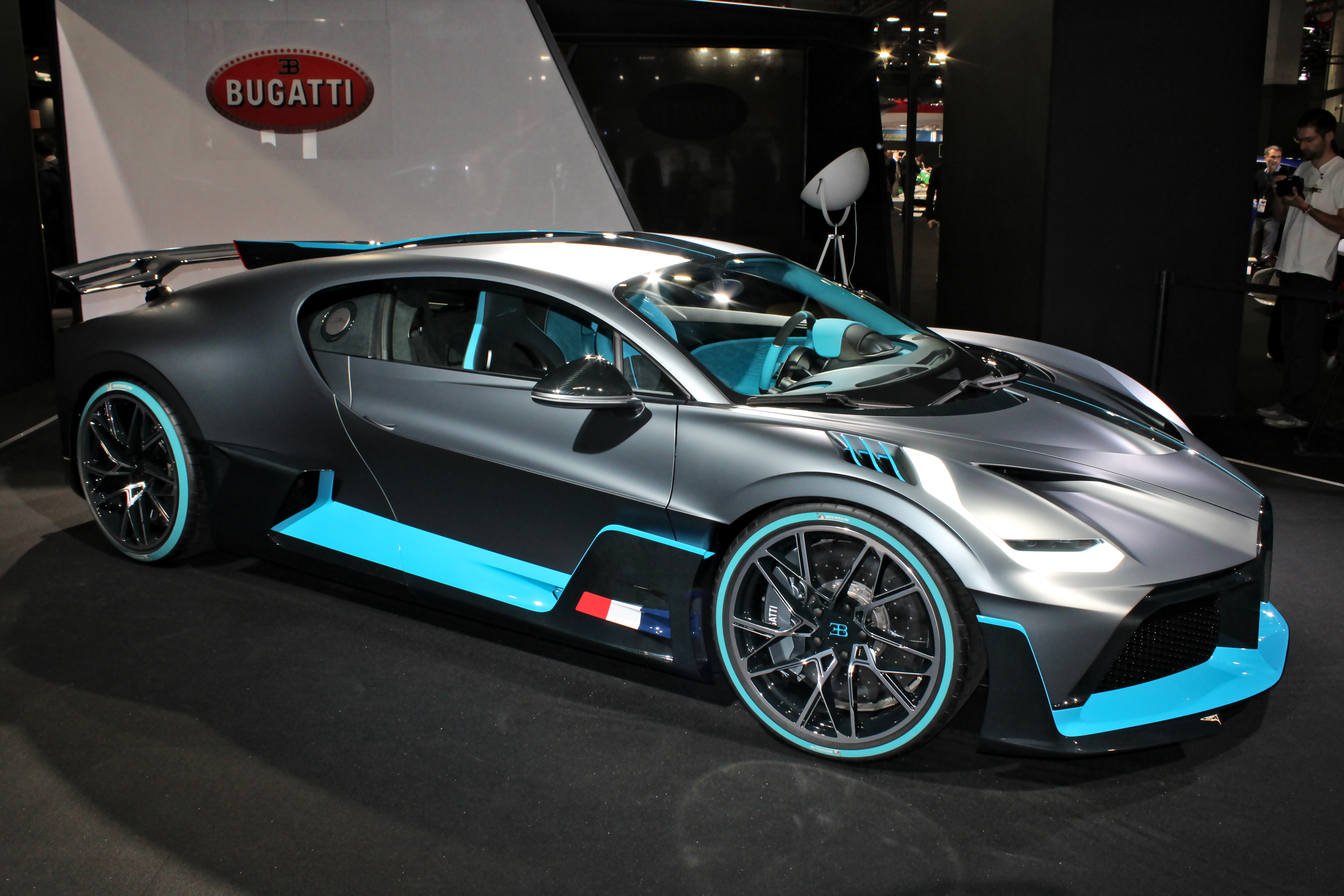
Bugatti Divo.

En août 2018, Bugatti présente la Bugatti Divo, une « supercar » extrapolée de la Bugatti Chiron. Elle en reprend le châssis et le moteur, avec une carrosserie et des réglages spécifiques qui lui permettent d'être 8 secondes plus rapide que cette dernière au tour sur le circuit d’essai de Nardò et de générer 90 kg d’appui aérodynamique en plus. Sa production est limitée à quarante exemplaires. Elle tire son nom du pilote français Albert Divo qui s'illustra en course à bord d'une Bugatti Type 35 B dans les années 1920.

### La Voiture Noire

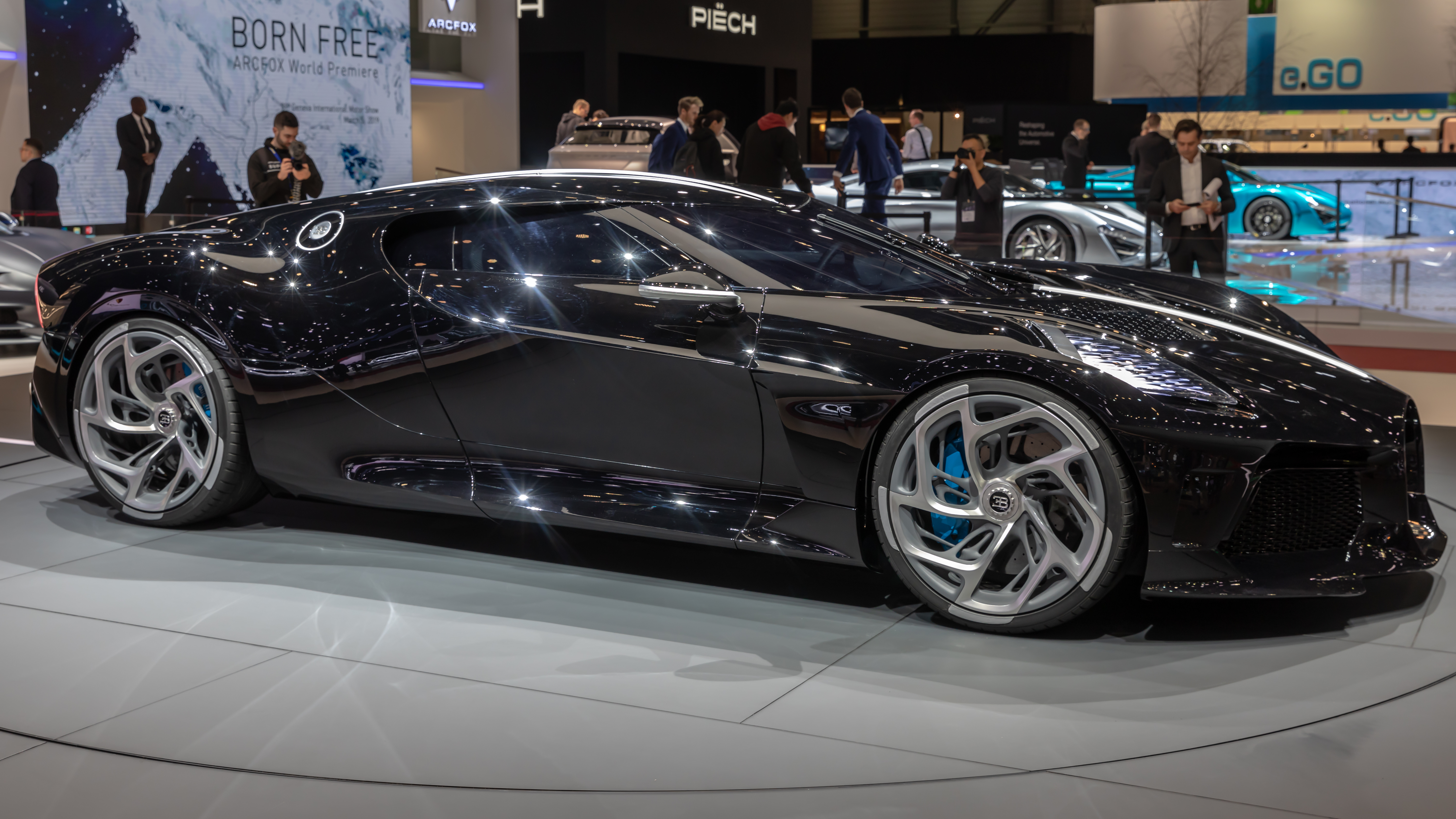
Bugatti La Voiture Noire.

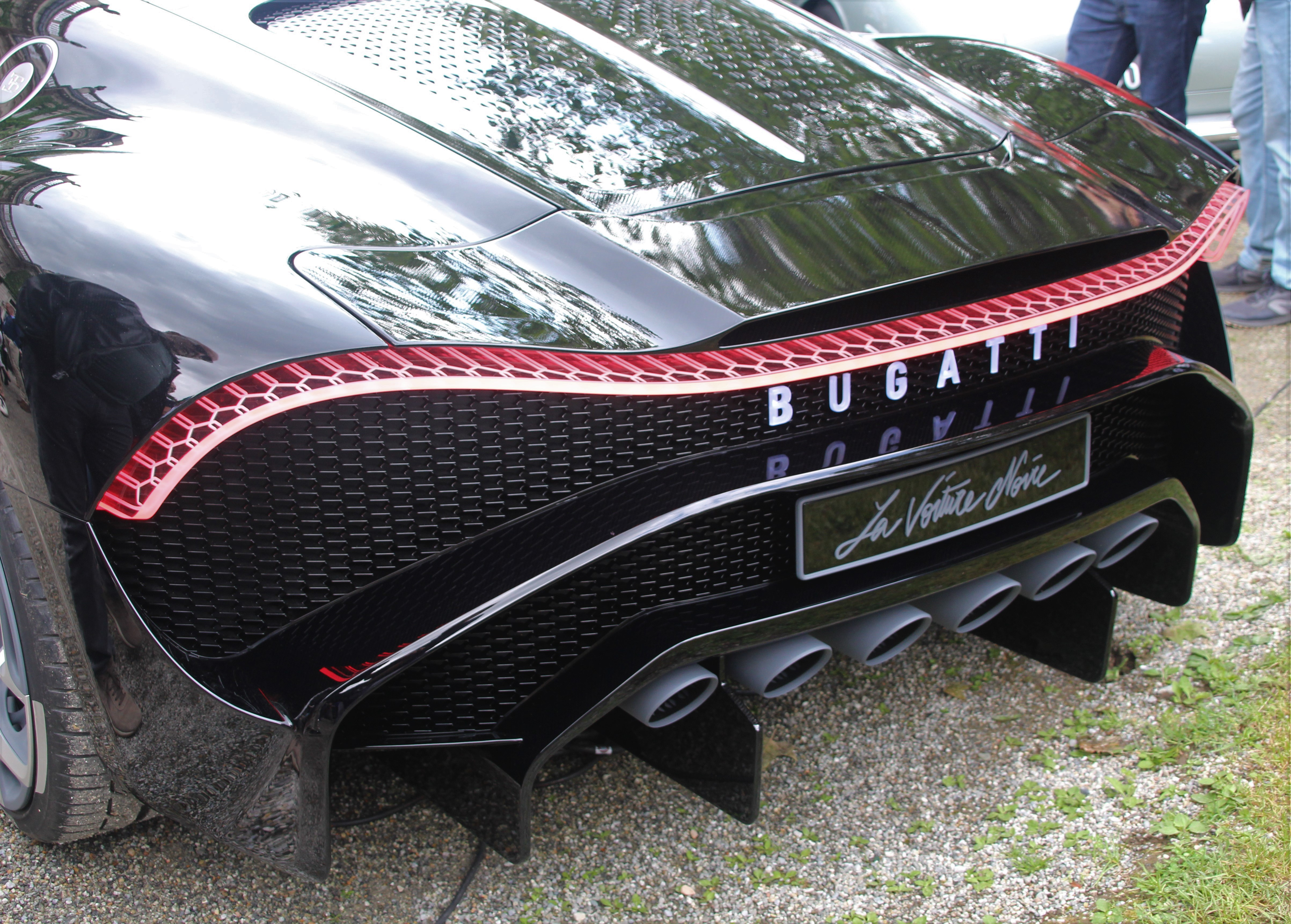
Vue arrière.

La Bugatti La Voiture Noire, présentée au salon international de l'automobile de Genève 2019, est un modèle unique basé sur la Chiron, qui fait hommage à la Bugatti Type 57 SC Atlantic produite à quatre exemplaires dont une, la 57 Atlantic noire, a disparu entre Molsheim et Bordeaux et n'a jamais été retrouvée. La Voiture noire de 2019 est vendue au tarif de onze millions d'euros hors taxes, ce qui en fait au moment de sa mise en vente la voiture neuve la plus chère jamais produite. Aucune information précise quant à son propriétaire n'a été communiquée.

### Centodieci

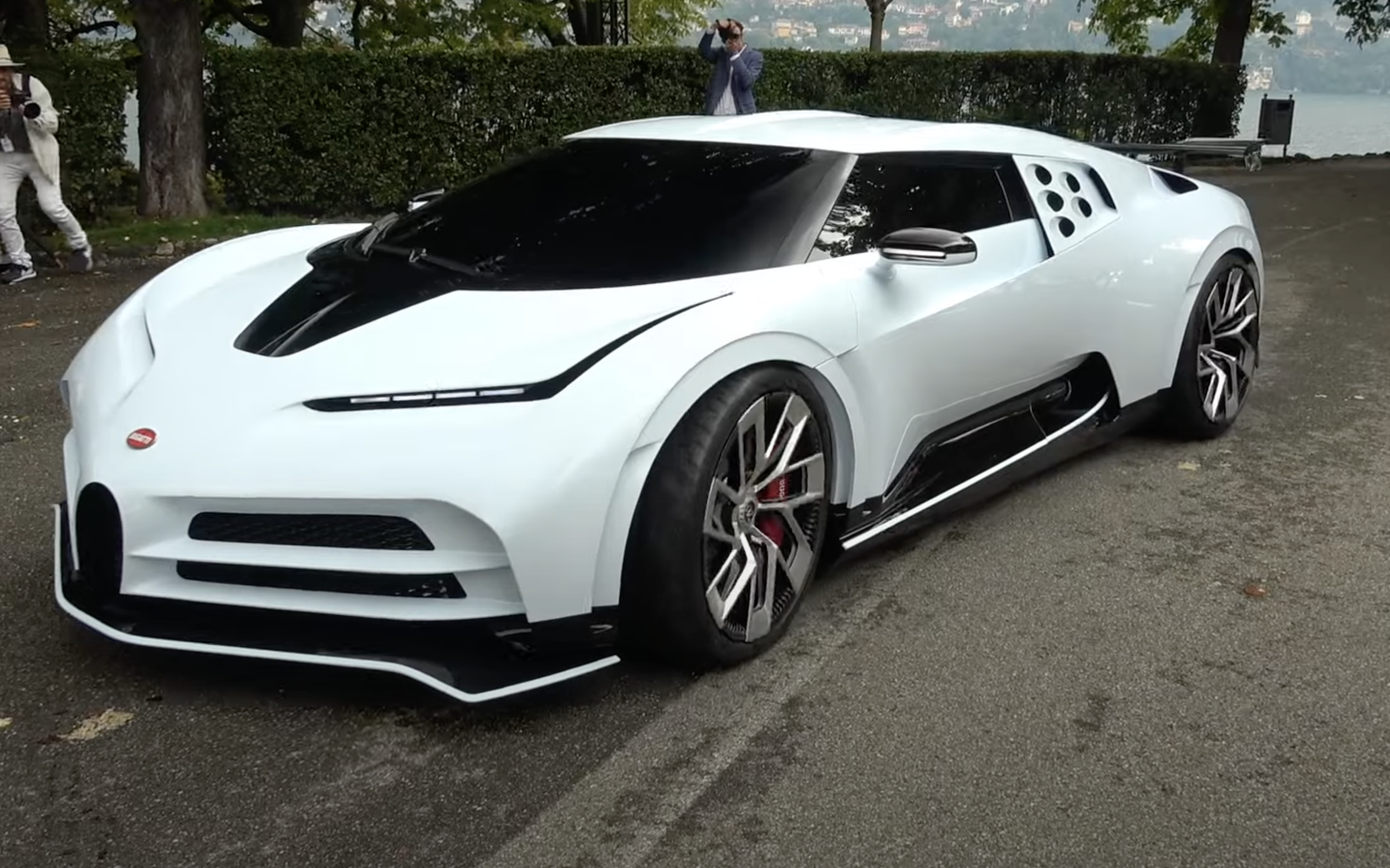
Bugatti Centodieci.

La Centodieci est présentée le 16 août 2019 au Pebble Beach Concours d'Elegance en Californie à l'occasion des 110 ans de la marque. Elle est basée sur la Chiron et elle rend hommage à l'EB110 Super Sport qui célébrait à son époque les 110 ans de la naissance d'Ettore Bugatti.
Elle pèse 20 kg de moins que la Chiron et produit 90 kg d’appui aérodynamique de plus. Sa production est limitée à dix exemplaires. Elle développe 1 600 ch à partir du W16 de Bugatti, autorisant le 0 à 100 km/h en 2,4 s, le 0 à 200 km/h en 6,1 s et le 0 à 300 km/h en 13,1 s. Sa vitesse de pointe est limitée à 380 km/h.

### W16 Mistral

Bugatti W16 Mistral

La Bugatti W16 Mistral est présentée le 20 août 2022 au Pebble Beach Concours d'Elegance. Sa production est limitée à 100 exemplaires, 99 pour les clients et un conservé par la marque.
Elle est basée sur la Chiron Super Sport 300+, son tarif est de cinq millions d'euros hors taxes et elle sera livrée à partir de 2024. Le roadster revendique une vitesse de pointe de 420 km/h.
Le 14 novembre 2024 elle a battu le record du monde du roadster le plus rapide du monde avec une vitesse de pointe de 453,91 km/h.

### Brouillard
La Bugatti Brouillard est dévoilée le 7 août 2025 au Pebble Beach Concours d'Elegance .
Version coupé de la Mistral, elle sera produite en un unique exemplaire destinée à un client européen.

## Records

### 0-400-0 km/h

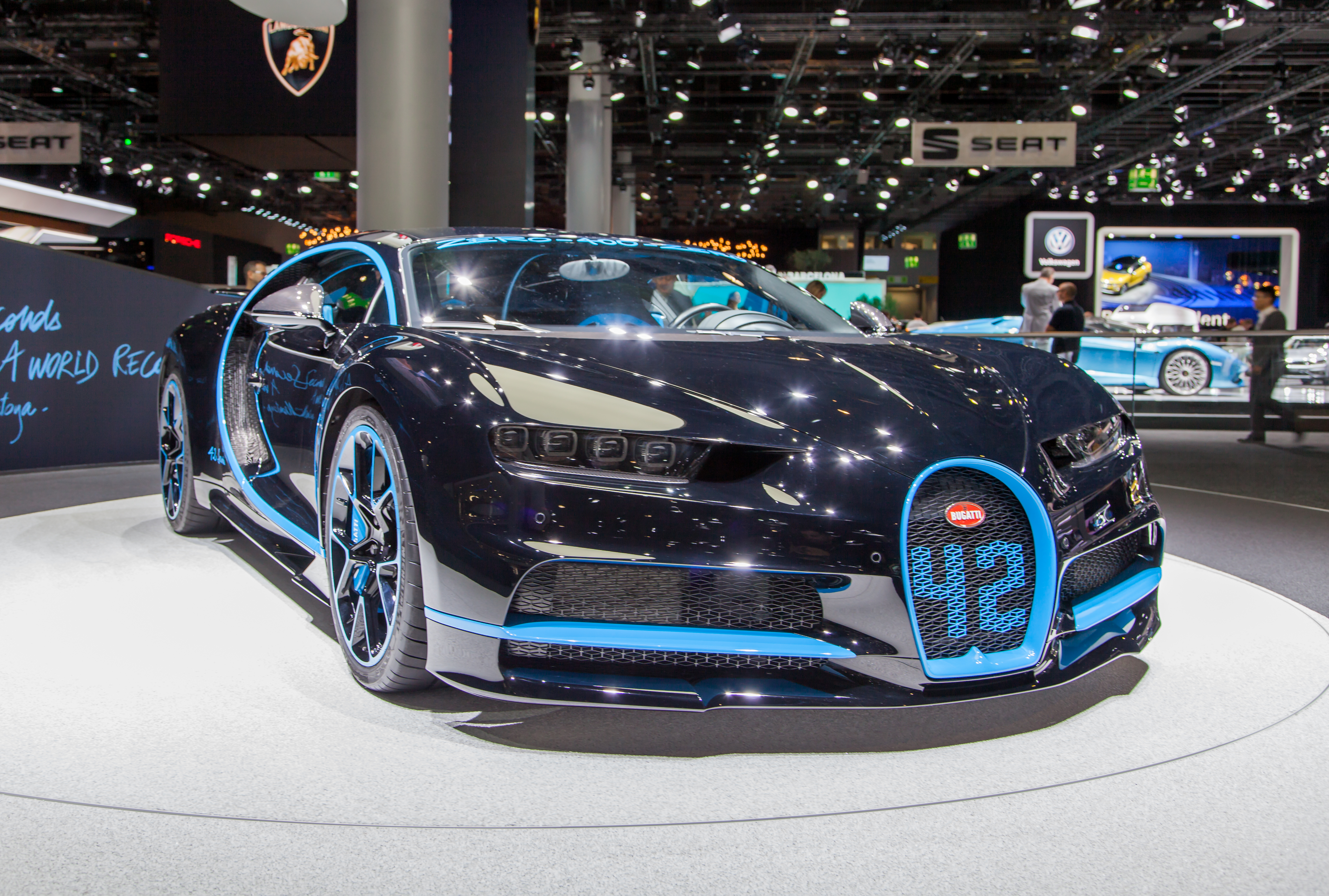
Bugatti Chiron « 42 secondes » ou « 0-400-0 ».

En août 2017, la Bugatti Chiron a battu le record du monde du 0-400-0 km/h en 41,96 s (avec une voiture de série), avec à son volant l'ancien pilote de Formule 1 Juan Pablo Montoya, sur une distance de 3 112 m. Montoya en profite pour battre son record de vitesse personnel en atteignant 420 km/h durant les essais. Le constructeur de Molsheim prévoyait pour 2018 de battre son ancien record de 431,072 km/h obtenu en 2010 avec la Veyron 16.4 Super Sport. La Bugatti Chiron « 0-400-0 » est exposée au salon de l'automobile de Francfort 2017.
- 0-400-0 km/h : 41,96 s
- 0 à 400 km/h : 32,6 s
- 400 à 0 km/h : 9,3 s
- Distance d'accélération : 2 621 m
- Distance de freinage : 491 m
- Vitesse maximale : 420 km/h. Toutefois, Willi Netuschil, l'ingénieur en chef de la Chiron, a déclaré aux journalistes américains d'Autoblog qu'il était possible de débrider électroniquement la supercar sur demande afin que celle-ci puisse atteindre plus de 458 km/h[58].

Le record du 0-400-0 km/h sera de courte durée, celui-ci est battu le 7 novembre de la même année par la Koenigsegg Agera RS qui réalise 33,29 s, sur une distance de 2 239,5 m, tout comme le record du 0 à 400 km/h qui est atteint en 24 s sur 1 740,2 m.

### Dépassement des300mph
Le 2 septembre 2019, Bugatti annonce avoir atteint la vitesse de 304,773 mph soit 490,484 km/h avec un prototype proche de la série de la Chiron. Le record fut établi le 2 août 2019 par Andy Wallace, pilote officiel de Bugatti qui était aux commandes du prototype sur la piste d'essai d'Ehra-Lessien en Allemagne. L'édition limitée Super Sport 300+ commémore ce record.

## Culture populaire
Dans la série The Grand Tour, saison 2 épisode 3, Jeremy Clarkson conduit une Bugatti Chiron beige de Saint-Tropez à Turin en passant par les Alpes.

### Lego

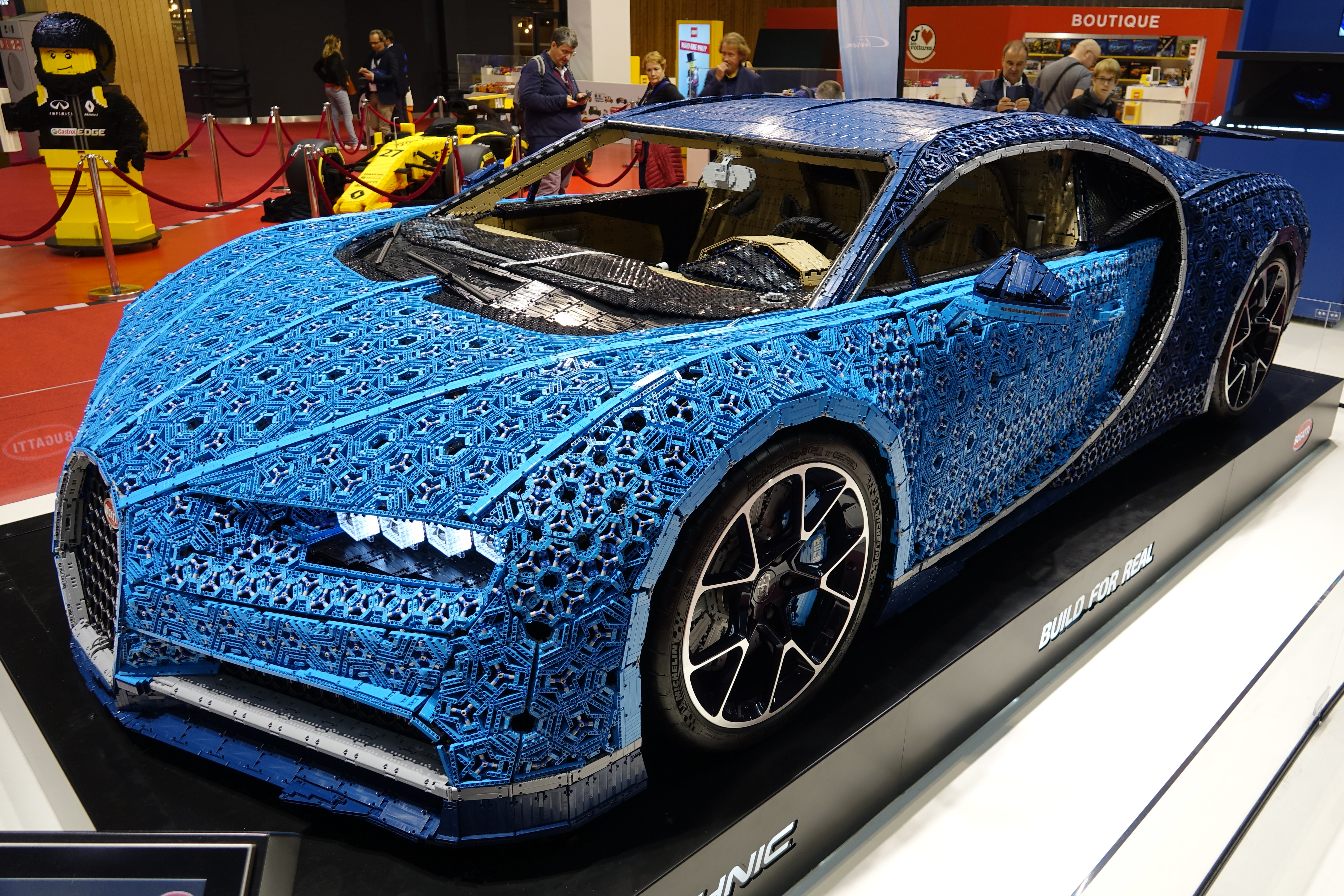
Bugatti Chiron en Lego au Mondial Paris Motor Show 2018.

En 2018, le fabricant de jouets Lego a réalisé une Bugatti Chiron à l'échelle 1:1, constituée de plus d'un million de pièces, de 2 304 moteurs, de 4 000 engrenages. Propulsée par des moteurs pneumatiques, elle dispose d'une puissance totale de 5,3 ch et 92 Nm de couple. Conduite par Andy Wallace, pilote d’essai officiel de Bugatti, la voiture a dépassé les 20 km/h sur la piste d'Ehra-Lessien.

### Jeux vidéo
La Chiron est présente dans de nombreux jeux vidéo, en particulier de course automobile. Elle est conduisible par exemple dans CSR 2 de 2015, Forza Motorsport 7, Forza Horizon 4 et Real Racing 3. Dans le célèbre jeu vidéo à monde ouvert GTA: Online, une voiture du nom de Truffade Nero est largement inspirée de la Bugatti Chiron : son prix est de 1 440 000 GTA Dollars, alors que la voiture de série originale a un prix minimum de 2,8 millions de dollars.
Dans le jeu The Crew 2 (Ubisoft, 2018), la Bugatti Chiron coûte 2,3 millons de bucks (dollars).

## Horlogerie
En avril 2020, le joaillier new-yorkais Jacob & Co (en), partenaire de Bugatti depuis 2019, a dévoilé la Chiron Tourbillon, une montre contenant le moteur de l'hypercar miniaturisé afin de créer un mouvement horloger. Quatre éditions limitées existent à ce jour. 

## Récompenses
- Hypercar de l'année 2017 selon le magazine britannique Evo[68].
- Hypercar de l'année 2017 selon le magazine britannique Top Gear[69].
- Récompensée lors des GQ Cars Awards 2018[70].
- Meilleure hypercar étrangère de l'année 2016 selon un vote des lecteurs du magazine allemand Sport Auto.
- Physics Lesson of the Year 2019 selon le magazine Top Gear, décerné à la Chiron Super Sport 300+ pour son record du monde[71].
- Best hypercar 2021 décerné à la Chiron Pur Sport, décerné par le magazine Robb Report[72].